# Santuario della Madonna di San Luca

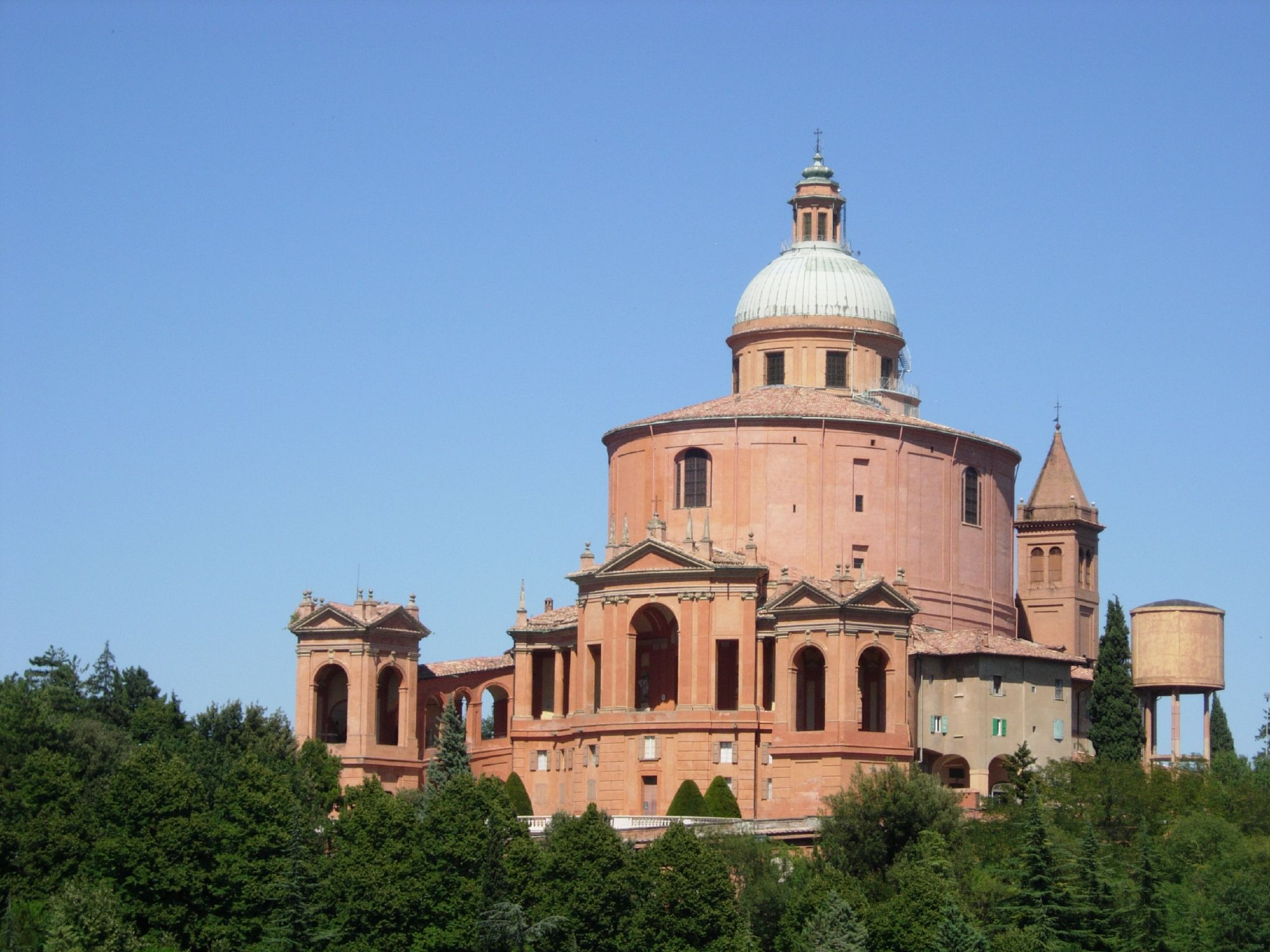
Santuario della Beata Vergine di San Luca

Das Santuario della Madonna di San Luca, vollständig Santuario della Beata Vergine di San Luca („Heiligtum der allerseligsten Jungfrau vom heiligen Lukas“), ist eine etwas außerhalb von Bologna gelegene Kirche auf dem Colle della Guardia, einem teilweise bewaldeten Hügel mit einer Höhe von ungefähr 300 m s.l.m. Das Heiligtum ist aus der Stadt von der Porta Saragozza, einem der alten Tore von Bologna, über den fast vier Kilometer langen Bogengang Portico di San Luca erreichbar. Dieser verläuft entlang der Via Saragozza, die er an ihrem Ende über den monumentalen Arco del Meloncello von 1732 überquert, um dann zum Heiligtum hinaufzuführen. Die Kirche trägt seit 1907 den Titel einer Basilica minor.
Die Legende berichtet von Azzolina und Beatrice, den Gründerinnen eines kleinen Klosters, die eine Ikone der Gottesmutter Hodegetria mit dem Jesuskind aufbewahrten. Das Bild soll von einem Pilger 1160 aus Byzanz gestohlen und dem Kloster übergeben worden sein. Das Kloster wurde über die Jahrhunderte stetig erweitert, das heutige Bauwerk wurde 1723 von Carlo Francesco Dotti über einem Vorgängerbau errichtet. Die seitlichen Loggien wurden durch Giovanni Giacomo Dotti im Jahre 1774 nach den Entwürfen des Vaters vollendet.
Der Innenraum des Heiligtums, auf dem Grundriss eines griechischen Kreuzes errichtet, ist mit Kunstwerken von Donato Creti, Guido Reni, Vittorio Bigari, von Guercino und Domenico Pestrini ausgestattet. Die silberne, schützende Abdeckung des Bildnisses wurde von dem aus Flandern stammenden Gold- und Silberschmied Jan Jacobs 1625 gefertigt.

## Die Marienverehrung in der Wallfahrtskirche

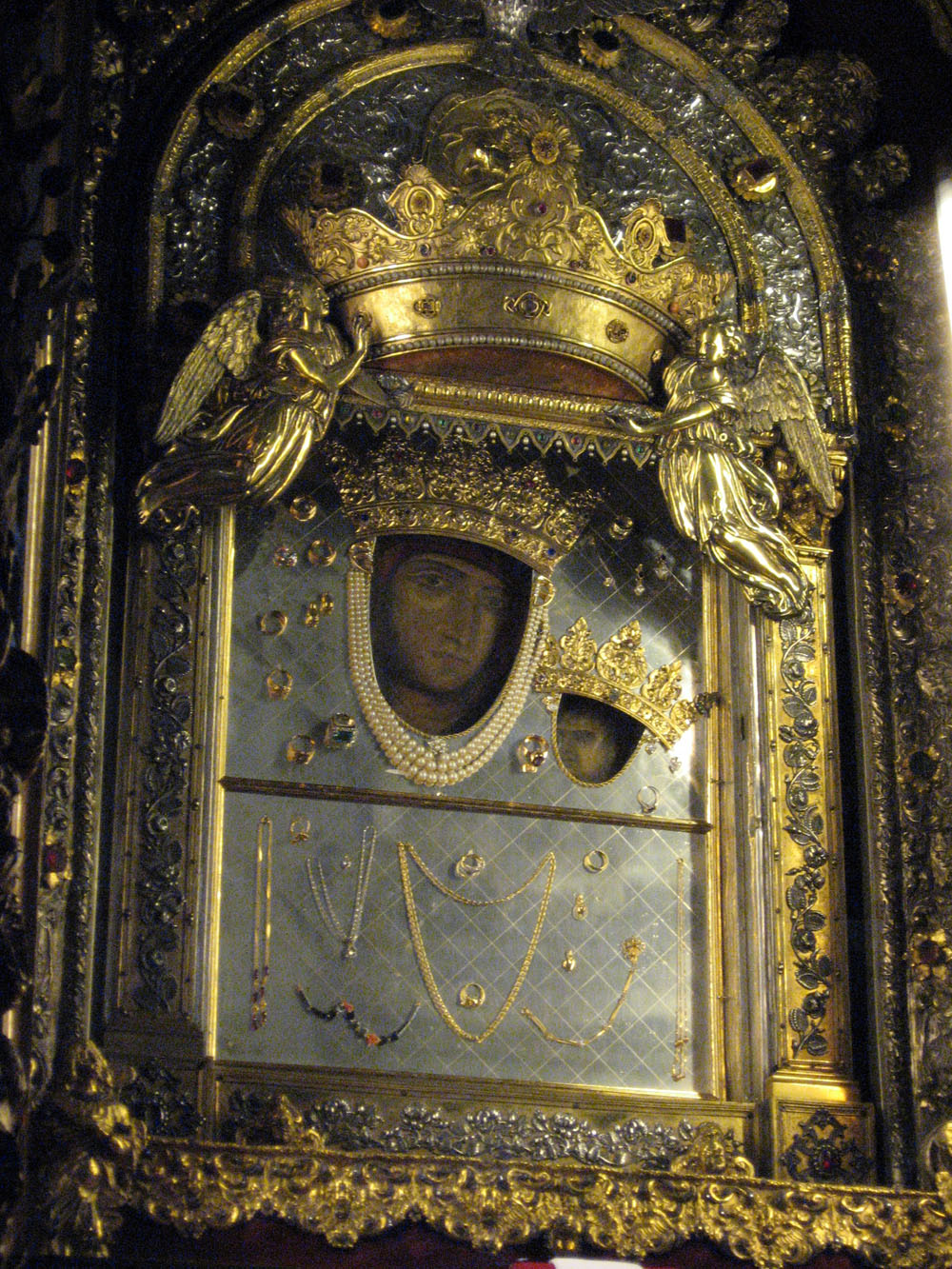
Das dem Evangelisten Lukas zugeschriebene Madonnenbildnis

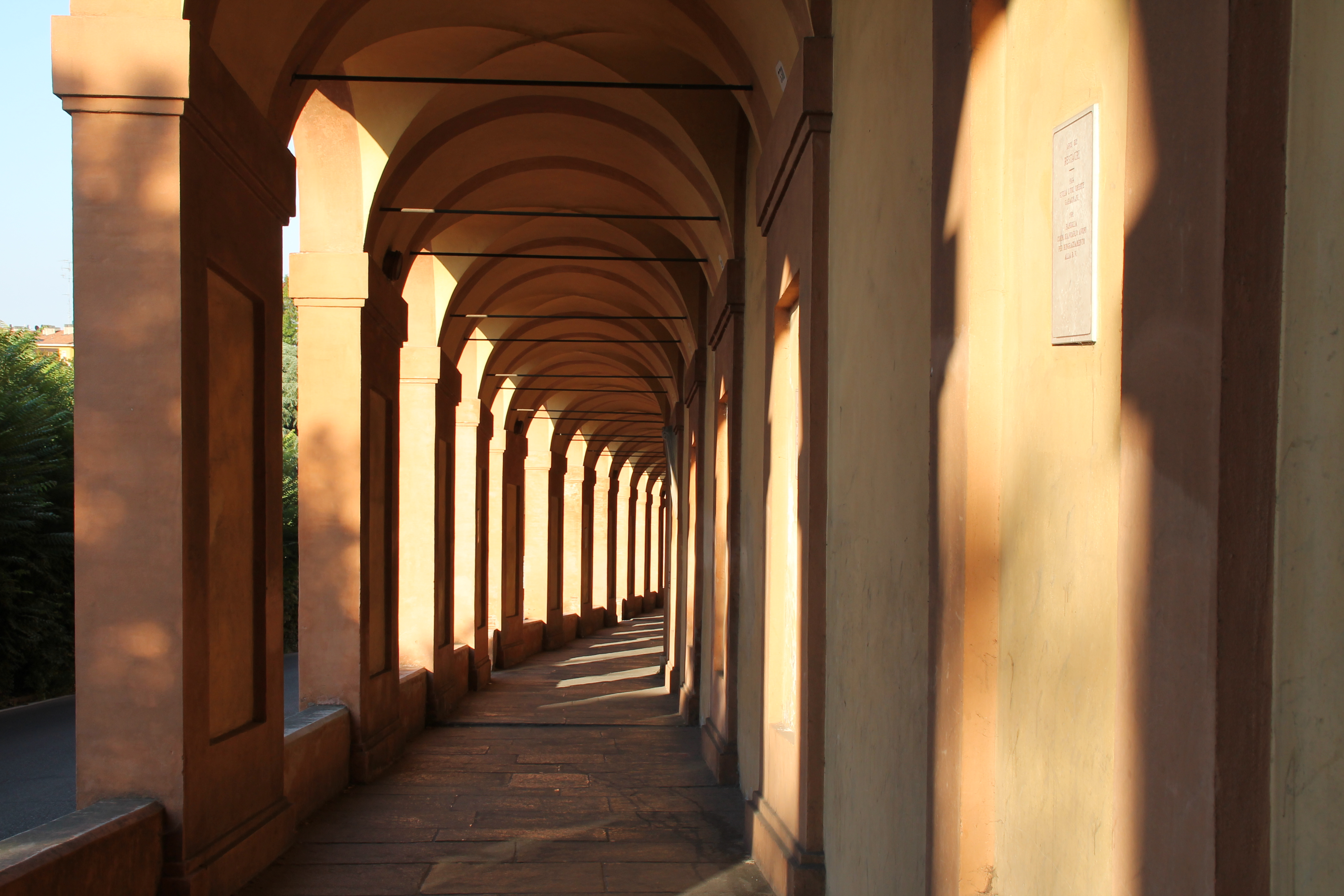
Bogengang (2013)

Der Überlieferung zufolge erhielt der Pilger Theokles von den Mönchen der Basilika Hagia Sophia in Konstantinopel ein Lukasbild, also ein dem Evangelisten Lukas zugeschriebenes Bildnis der Gottesmutter, um es auf dem „Wachhügel“ (italienisch Colle della Guardia) zu bewahren. Theokles brach nach Italien auf, um den Wachhügel zu suchen, der, wie er in Rom vom Senator Pascipovero erfuhr, in der Nähe von Bologna lag. Hier händigte er das Bild an den Bischof Gerardo Grassi aus, der es am 8. Mai 1160 den beiden frommen Frauen Azzolina und Beatrice Guezi anvertraute, die als Eremitinnen auf dem Hügel lebten. Die Bildtafel wurde in einer dem heiligen Lukas geweihten kleinen Kirche aufbewahrt und wurde bald vom Volk verehrt. Angelica Bofantini ließ die Kirche 1194 mit Unterstützung Papst Coelestins III. erweitern.
Im Frühjahr des Jahres 1433, als der selige Niccolò Albergati Bischof der Stadt war, bedrohten starke Regenfälle die Ernte. Um eine Hungersnot zu verhindern, schlug Graziolo Accarisi, ein Berater des Rates, einem in Florenz üblichen Brauch folgend vor, die Ikone in einer Prozession hinunter in die Stadt zu tragen und um das Ende des Regens zu bitten. Als die Ikone am 5. Juli in die Stadt getragen wurde, ließ der Regen tatsächlich nach. Es gab eine große Feier mit einem dreitägigen Zug durch die Stadt, und das Bild wurde zurück ins Heiligtum gebracht. Auf Wunsch der Bevölkerung wurde diese Prozession jedes Jahr wiederholt.
Die Verehrung dieses Marienbildnisses verbreitete sich so sehr, dass man beschloss, einen langen Bogengang vom Saragossa-Stadttor bis zum Heiligtum zu bauen, um das Bildnis auf dem Weg in die Stadt vor dem Wetter zu schützen. Diesen Bau trugen alle Stadtbürger jedes Jahrganges von 1674 bis 1793 und er besteht aus 666 Bögen und 15 Kapellen. Mit seinen 3,7 km Länge ist er vermutlich die längste Arkade der Welt. Beim Arco del Meloncello schließt sich zudem der Portico della Certosa an, der die Kirche direkt mit dem Stadtfriedhof Cimitero della Certosa verbindet.
Im Jahre 1603 wurde das Marienbildnis von Erzbischof Alfonso Paleotti gekrönt, und im Jahre 1857 erhielt es ein kostbares Diadem aus den Händen Papst Pius’ IX.
Seit 1433 wird das Marienbildnis unter großer Anteilnahme der Bologneser in die Stadt hinuntergetragen. Ab 1476 wurde das Fest vom Juli auf eine Woche vor dem Fest Christi Himmelfahrt verlegt. Die Feierlichkeiten beginnen mit dem „Ausstieg“ des Bildes am Samstag vor dem fünften Sonntag nach Ostern. In einer Prozession durch den Portico di San Luca kommt die Ikone in die Stadt und wird in einem langen Festzug durch die Altstadt in die Kathedrale von Bologna getragen. Am Mittwoch wird sie mit einem weiteren Umzug in die Basilika San Petronio gebracht, auf deren Vorplatz der Bischof der Stadt Bologna den Segen spendet. Am Fest Christi Himmelfahrt wird das Bildnis wieder in das Heiligtum gebracht.
Zum Brauchtum um das Marienbildnis gibt es ein eigenes Museum, es befindet sich im Torhaus der Porta Saragozza.

## Radsport

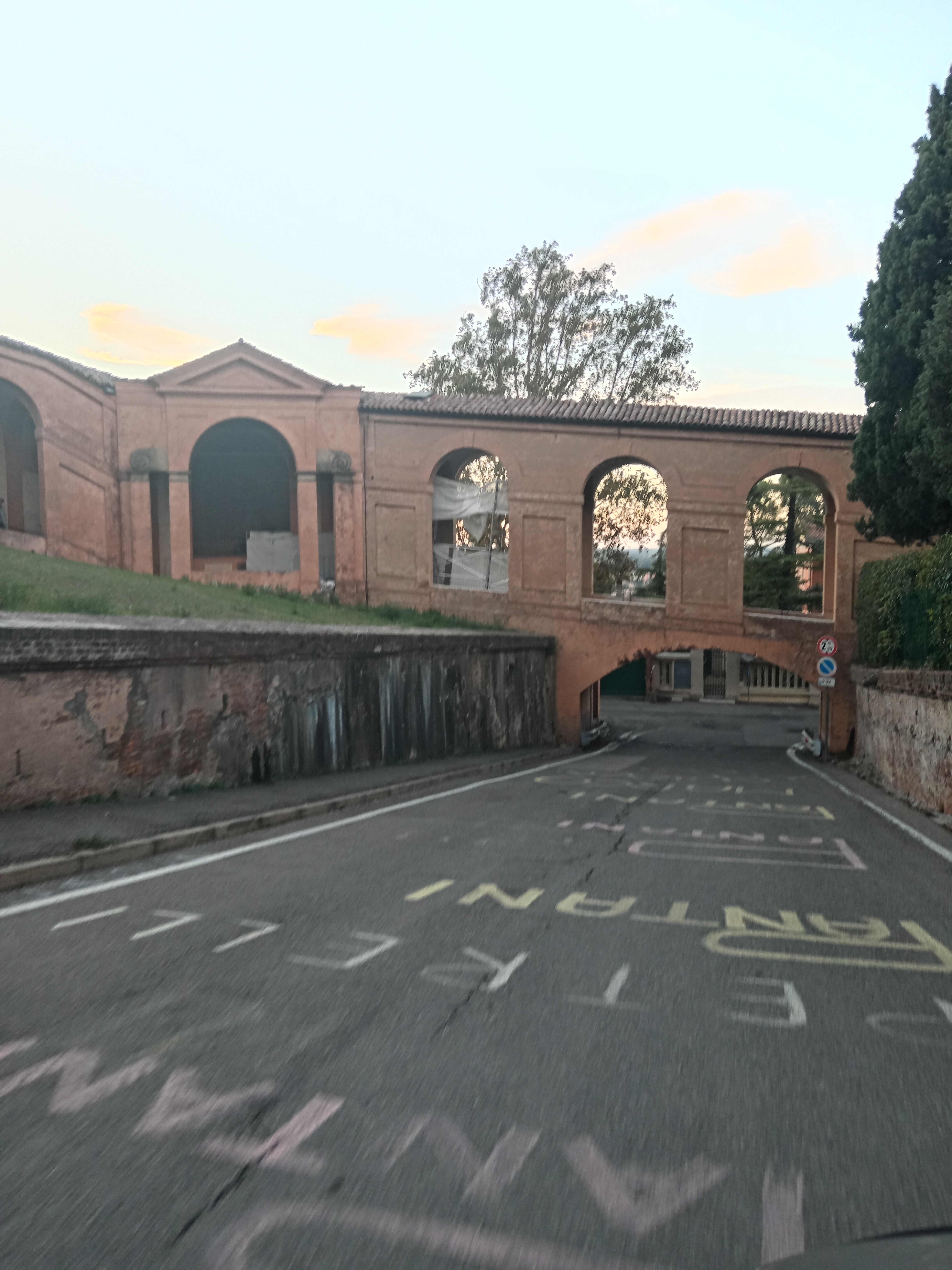
Anstieg kurz vor der Curva delle Orfanelle

Entlang des Bogengangs von San Luca verläuft eine rund zwei Kilometer lange Straße, die im Schnitt mit rund 10 % ansteigt. Sie war bereits Schauplatz verschiedener Radrennen. Seit dem Jahr 1999 endete der Giro dell’Emilia, ein Eintagesrennen, am Ende des Anstiegs beim Santuario di San Luca. In den letzten Jahren musste die Steigung auf einem finalen Rundkurs vier Mal befahren werden.
Der Anstieg beginnt am Arco di Meloncello (55 m) am Ortsrand von Bologna, von hier bis zum Heiligtum auf 289 m sind es 2 km mit einer durchschnittlichen Steigung von 10,8 % und einem Maximum von 19 %. Die steilste Strecke liegt etwa auf der halben Strecke, kurz nachdem die Straße den Bogengang kreuzt. Diese Kurve ist auch als Curva delle Orfanelle bekannt, „die Kurve der Waisen“.

### Giro d’Italia
Im Jahr 1956 ging erstmals eine Etappe des Giro d’Italia beim Santuario di San Luca zu Ende. Damals führte auf der 13. Etappe ein 2,5 Kilometer langes Einzelzeitfahren über den steilen Anstieg. Etappensieger wurde der Luxemburger Charly Gaul, der sich mit einem Vorsprung von drei Sekunden vor Federico Bahamontes durchsetzte. Er absolvierte die Renndistanz in einer Zeit von sechs Minuten und 56 Sekunden, was einer durchschnittlichen Geschwindigkeit von 21,6 km/h entspricht. Nach längerer Abwesenheit kehrte der Anstieg im Jahr 1984 ins Programm der Italien-Rundfahrt zurück, wobei er nun als Teil des finalen Rundkurses dreimal befahren werden musste. Bei den ersten beiden Auffahrten führte der Italiener Franco Chioccioli über die Bergwertung, ehe sich Moreno Argentin im Schlussanstieg mit einem Vorsprung von zwei Sekunden vor dem in Rosa fahrenden Laurent Fignon durchsetzte.
Zuletzt führte die Auftaktetappe des Giro d’Italia 2019 zum Santuario di San Luca. Das acht Kilometer lange Zeitfahren gewann der Slowene Primož Roglič, wobei Giulio Ciccone den Schlussanstieg mit sechs Minuten und drei Sekunden in der schnellsten Zeit zurücklegte. Dies entspricht einer durchschnittlichen Geschwindigkeit von 24,8 km/h.
| Jahr | Etappe     | Bergwertung  | Fahrer            | Anmerkung        |
| ---- | ---------- | ------------ | ----------------- | ---------------- |
| 1956 | 13. Etappe | GPM          | Charly Gaul       | Einzelzeitfahren |
| 1984 | 3. Etappe  | GPM          | Franco Chioccioli |                  |
| 1984 | 3. Etappe  | GPM          | Franco Chioccioli |                  |
| 1984 | 3. Etappe  | GPM          | Moreno Argentin   |                  |
| 2019 | 1. Etappe  | 3. Kategorie | Giulio Ciccone    | Einzelzeitfahren |

### Tour de France
Im Jahr 2024 führte die 2. Etappe der Tour de France im Finale zweimal über den Anstieg des Santuario di San Luca. Die Auffahrt war Teil des 18,3 Kilometer langen Rundkurses. 30,8 bzw. 12,6 Kilometer vor dem Ziel wurde auf dem höchsten Punkt eine Bergwertung unter dem Namen Côte de San Luca (265 m) ausgefahren, die als Anstieg der 3. Kategorie klassifiziert wurde. Das Ziel befand sich im Anschluss in Bologna. Die erste Bergwertungen gewann der Norweger Jonas Abrahamsen, ehe sich Kévin Vauquelin im Schlussanstieg von den anderen Ausreißern absetzte und die Etappe gewann. Dahinter griff der Slowene Tadej Pogačar an, konnte mit Jonas Vingegaard seinen größten Konkurrenten jedoch nicht distanzieren. Die beiden absolvierten den Anstieg in einer Rekordzeit von fünf Minuten und 27 Sekunden.
| Jahr | Etappe    | Bergwertung  | Fahrer           |
| ---- | --------- | ------------ | ---------------- |
| 2024 | 2. Etappe | 3. Kategorie | Jonas Abrahamsen |
| 2024 | 2. Etappe | 3. Kategorie | Kévin Vauquelin  |

## Seilbahn
Von 1931 bis 1976 führte eine Seilbahn auf den Gipfel vor dem Heiligtum. Die Ortslage rund um die ehemalige Talstation heißt noch immer Funivia, nach dem italienischen Wort für „Seilbahn“. 2017 wurde die Wiedererrichtung der Seilbahn vom Bürgermeisterkandidaten der lokalen Gruppierung Insieme Bologna, Manes Bernardini, angeregt.

## Galerie

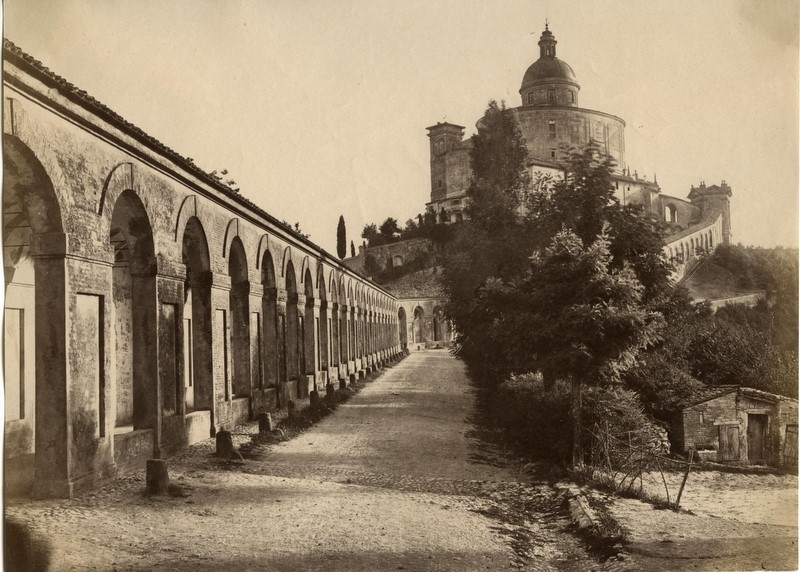
Historische Aufnahme vor 1914, Bogengang, im Hintergrund das Heiligtum
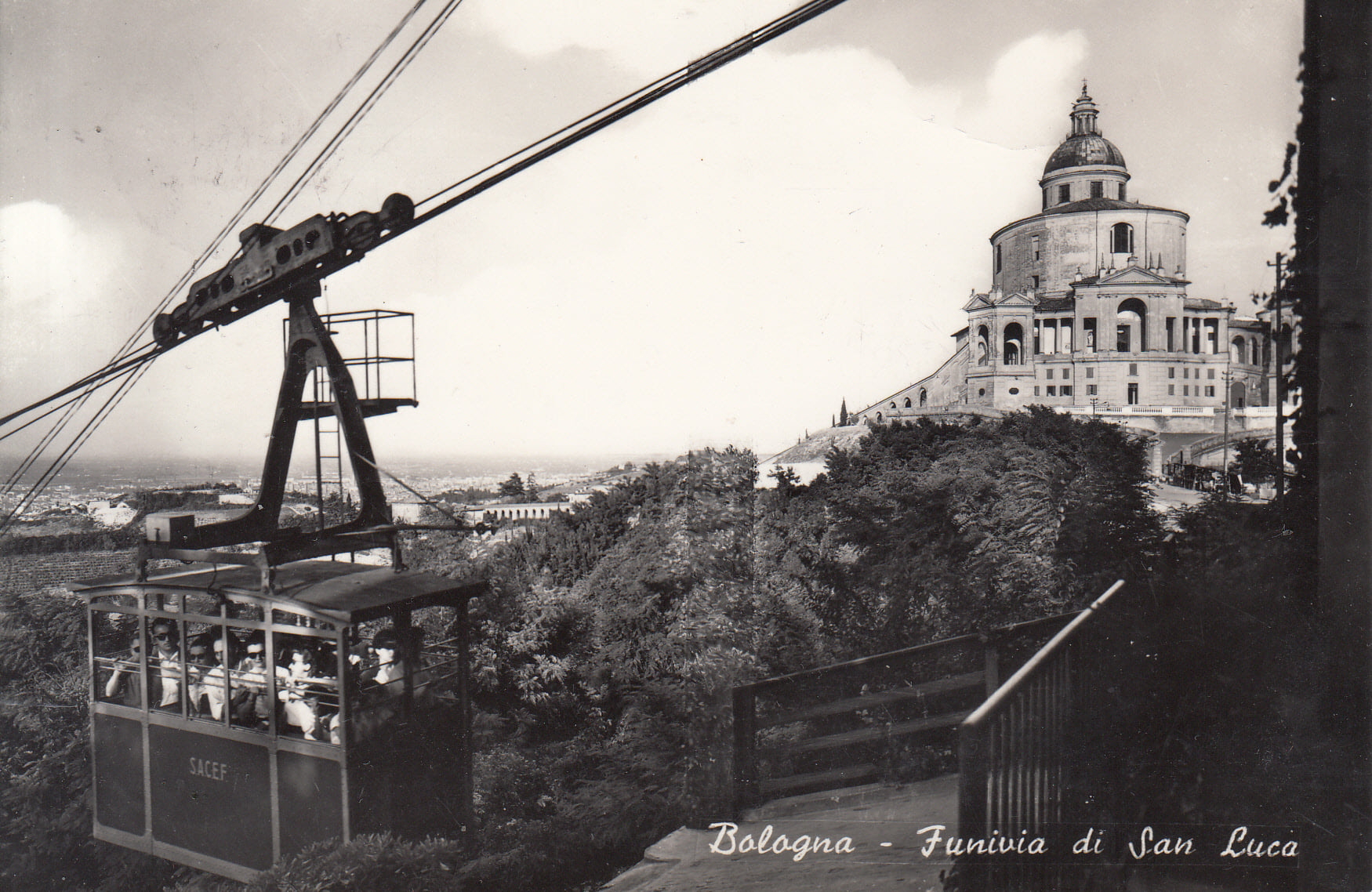
Die historische Seilbahn bis 1976
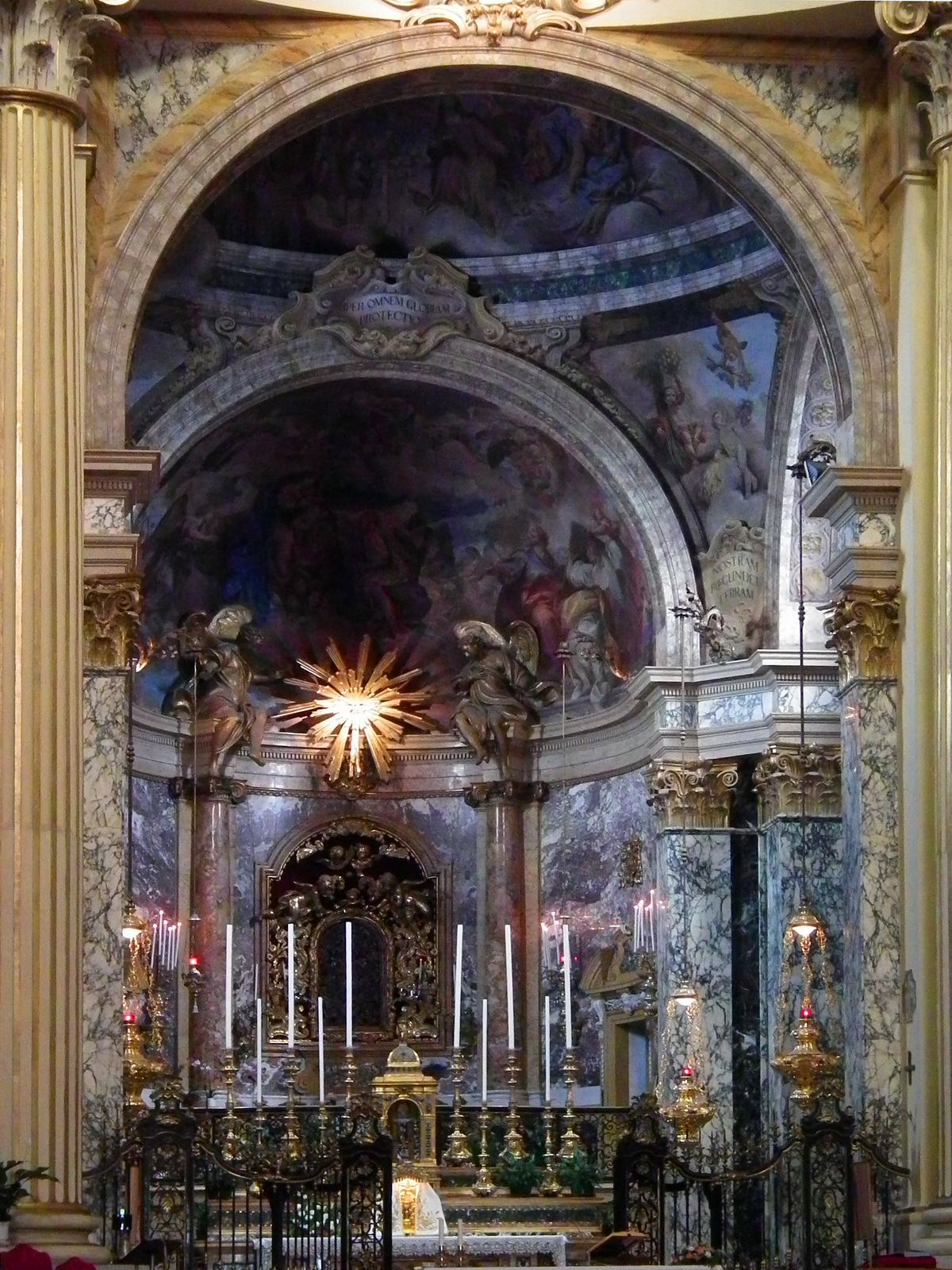
Der Hochaltar der Kirche